# وايت كاسل (لويزيانا)
وايت كاسل (بالإنجليزية: White Castle town, Louisiana)‏ هي بلدة تقع بولاية لويزيانا في الولايات المتحدة. تبلغ مساحتها 1.91 كم2، وترتفع عن سطح البحر 7.010400000000001 م، بلغ عدد سكانها 1,883 نسمة في عام 2010 حسب إحصاء مكتب تعداد الولايات المتحدة وتصل الكثافة السكانية فيها 985.9 نسمة لكل كيلومتر مربع (2,553.5/ميل2).

## التركيبة السكانية
حدّد مكتب تعداد الولايات المتحدة بيانات التركيبة السكانية لوايت كاسل في تعداد الولايات المتحدة. في ما يلي، التركيبة السكانية حسب تعدادي 2000 و2010.

### تعداد عام 2000
بلغ عدد سكان وايت كاسل 1,946 نسمة بحسب تعداد عام 2000، وبلغ عدد الأسر 699 أسرة وعدد العائلات 513 عائلة مقيمة في البلدة. في حين سجلت الكثافة السكانية 1,018.8 نسمة لكل كيلومتر مربع (2,638.7/ميل2). وبلغ عدد الوحدات السكنية 762 وحدة بمتوسط كثافة قدره 399 لكل كيلومتر مربع (1,033.4/ميل2).
وتوزع التركيب العرقي للبلدة بنسبة 22.56% من البيض و76.82% من الأمريكيين الأفارقة و0.21% من الأمريكيين ذوي الأصول الآسيوية و0.10% من الأعراق الأخرى و0.31% من عرقين مختلطين أو أكثر و1.44% من الهسبانيون أو اللاتينيون من أي عرق.
بلغ عدد الأسر 699 أسرة كانت نسبة 45.4% منها لديها أطفال تحت سن الثامنة عشر تعيش معهم، وبلغت نسبة الأزواج القاطنين مع بعضهم البعض 36.6% من أصل المجموع الكلي للأسر، ونسبة 30.8% من الأسر كان لديها معيلات من الإناث دون وجود شريك، بينما كانت نسبة 6% من الأسر لديها معيلون من الذكور دون وجود شريكة وكانت نسبة 26.6% من غير العائلات. تألفت نسبة 24.7% من أصل جميع الأسر من عدة أفراد يعيشون في نفس المنزل ونسبة 12.4% كانت تتألف من شخص يعيش بمفرده يبلغ من العمر 65 عاماً أو أكثر. وبلغ متوسط حجم الأسرة المعيشية 2.78، أما متوسط حجم العائلات فبلغ 3.34.
بلغ العمر الوسطي للسكان 32.1 عاماً. وكانت نسبة 31.7% من القاطنين تحت سن الثامنة عشر، وكانت نسبة 10.2% بين الثامنة عشر والرابعة والعشرين عاماً، ونسبة 26% كانت واقعةً في الفئة العمرية ما بين الخامسة والعشرين والرابعة والأربعين عاماً، ونسبة 18.2% كانت ما بين الخامسة والأربعين والرابعة والستين، ونسبة 13.9% كانت ضمن فئة الخامسة والستين عاماً فما فوق. يوجد لكل 100 أنثى 82.2 ذكر، ويوجد لكل 100 أنثى في الثامنة عشر من عمرها فما فوق 75.3 ذكر.
بلغ متوسط دخل الأسرة في البلدة 19,435 دولارًا، أما متوسط دخل العائلة فبلغ 24,236 دولارًا. وكان متوسط دخل الذكور 25,170 دولارًا مقابل 15,885 دولارًا للإناث. وسجل دخل الفرد الخاص بالبلدة 12,246 دولارًا. وكانت نسبة 25.4% من العائلات ونسبة 31.3% من السكان تحت خط الفقر، وكان من هؤلاء نسبة 43.3% تحت سن الثامنة عشر ونسبة 18.8% في الخامسة والستين من العمر وما فوق.

### تعداد عام 2010
بلغ عدد سكان وايت كاسل 1,883 نسمة بحسب تعداد عام 2010، وبلغ عدد الأسر 681 أسرة وعدد العائلات 448 عائلة مقيمة في البلدة. في حين سجلت الكثافة السكانية 985.9 نسمة لكل كيلومتر مربع (2,553.5/ميل2). وبلغ عدد الوحدات السكنية 757 وحدة بمتوسط كثافة قدره 396.3 لكل كيلومتر مربع (1,026.4/ميل2).
وتوزع التركيب العرقي للبلدة بنسبة 13.81% من البيض و85.02% من الأمريكيين الأفارقة و0.11% من الأمريكيين الأصليين و0.05% من الأمريكيين ذوي الأصول الآسيوية و0.37% من الأعراق الأخرى و0.64% من عرقين مختلطين أو أكثر و1.33% من الهسبانيون أو اللاتينيون من أي عرق.
بلغ عدد الأسر 681 أسرة كانت نسبة 41.7% منها لديها أطفال تحت سن الثامنة عشر تعيش معهم، وبلغت نسبة الأزواج القاطنين مع بعضهم البعض 27.9% من أصل المجموع الكلي للأسر، ونسبة 32% من الأسر كان لديها معيلات من الإناث دون وجود شريك، بينما كانت نسبة 5.9% من الأسر لديها معيلون من الذكور دون وجود شريكة وكانت نسبة 34.2% من غير العائلات. تألفت نسبة 31.1% من أصل جميع الأسر من عدة أفراد يعيشون في نفس المنزل ونسبة 11.9% كانت تتألف من شخص يعيش بمفرده يبلغ من العمر 65 عاماً أو أكثر. وبلغ متوسط حجم الأسرة المعيشية 2.77، أما متوسط حجم العائلات فبلغ 3.53.
بلغ العمر الوسطي للسكان 32.2 عاماً. وكانت نسبة 31.7% من القاطنين تحت سن الثامنة عشر، وكانت نسبة 9.8% بين الثامنة عشر والرابعة والعشرين عاماً، ونسبة 23% كانت واقعةً في الفئة العمرية ما بين الخامسة والعشرين والرابعة والأربعين عاماً، ونسبة 23.3% كانت ما بين الخامسة والأربعين والرابعة والستين، ونسبة 12.3% كانت ضمن فئة الخامسة والستين عاماً فما فوق. وتوزع التركيب الجنسي للسكان بنسبة 45.9% ذكور و54.1% إناث.